# هربرت فرانكلين شيلدون
هربرت فرانكلين شيلدون (بالإنجليزية: Herbert Franklin Sheldon)‏ هو شخصية أعمال أمريكي، (و. 1831 – 1917 م).